# Turok 3: Shadow of Oblivion
Turok 3: Shadow of Oblivion (Sombra do Esquecimento) é o quarto jogo da série Turok e o último a ser lançado para Nintendo 64 e Game Boy Color.

## Enredo
Neste mundo da teoria da criação não gira em torno de um estrondo, mas um grito. Tantos anos antes da criação do mundo havia Oblivion. Esta "coisa" deriva ao longo do mar sem fim de tudo consumindo espaço em seu caminho. Ele invadiu os corpos dos vivos e os consumiu a partir do interior. Em Turok 2 quando Lightship Primagen foi destruído, a explosão criou uma explosão de energia que provocou uma reação em cadeia que destruiu todo o universo. Esta explosão rasgou Oblivion em pedaços e quase aniquilou.
Na esteira dessa devastação um novo universo foi criado. Oblivion mal sobreviveu e agora procura uma maneira de entrar na Terra Perdida deste universo. A Terra Perdida tem sido a fonte de dor de Oblivion e sofrimento, mas também é a chave para o seu renascimento. Mas, Oblivion deve ser cauteloso para a Terra Perdida é também a sua destruição. O último traço de pura energia está dentro do fardo leve que cada membro da linhagem Turok carrega. Para Oblivion, a única forma de renascer é para cortar a linha de Turok, acabar com ela para sempre.

## Jogabilidade
A partir dos níveis de Turok 2: Seeds of Evil, o jogo em si simplifica um pouco através da remoção de características, tais como munição secundária e armas submarinas exclusivas como todas as armas agora funcionam debaixo d'água. Os personagens jogáveis Joseph e Danielle compartilham algumas armas, mas também temos algumas armas únicas de seus próprios personagens. Se o jogador conseguir desbloquear Joshua Fireseed ao vencer o jogo no difícil Oblivion, sem morrer ou uma trapaça, eles podem usar todas as armas enquanto estiver usando ele. Cada arma excluindo a Arma Vampiro e a PSG tem uma atualização.